# Lac Beauchastel
Pour les articles homonymes, voir Beauchastel (homonymie).
Le lac Beauchastel est un plan d'eau douce traversé par la rivière Beauchastel et situé entièrement dans la ville de Rouyn-Noranda, dans la région administrative de l'Abitibi-Témiscamingue, au Québec, au Canada.
La foresterie s’avère la principale activité économique du secteur ; les activités récréotouristiques arrivent en second, particulièrement la navigation de plaisance et la villégiature (surtout du côté Ouest de la Baie chez Yelle et la presqu’île s’avançant vers le Sud-Ouest à partir de la rive Nord du lac.
Annuellement, la surface du lac est généralement gelée de la mi-novembre à la fin avril, néanmoins, la période de circulation sécuritaire sur la glace est habituellement de la mi-décembre à la mi-avril. Une zone de marais entoure une baie au Nord-Est et la zone au Sud de l’embouchure du lac, situé au Sud-Est.

## Géographie
Les bassins versants voisins du lac Beauchastel sont :
- côté Nord : rivière Pelletier, rivière La Bruère, lac Pelletier, lac Dufault ;
- côté Est :rivière Beauchastel, lac Bruyère, rivière Kinojévis ;
- côté Sud : rivière Beauchastel, rivière Bellecombe, rivière à Pressé, lac Montbeillard ;
- côté Ouest : lac Opasatica, rivière Arnoux.

Le lac Beauchastel est alimenté surtout par la rivière Beauchastel et la rivière Pelletier. Le lac comporte huit îles.
L’embouchure du lac Beauchastel est situé à 12,9 km au Sud-Est du centre-ville de Rouyn-Noranda ; à 31,7 km au Nord-Ouest de la confluence de la rivière Kinojévis et de la rivière des Outaouais ; à 32,8 km au Sud-Ouest du lac Chassignolle.

## Toponymie
Cet hydronyme évoque l’œuvre de vie d'un major du régiment de la Sarre, de l'armée de Montcalm, Jean-Batptiste François de Boschâtel ou Beaucha(s)tel – qui signait Boschatel. Il est décédé à Québec au printemps de 1760, au cours de la bataille de Sainte-Foy. Ce militaire avait également participé à la campagne de Carillon.
Jadis les autochtones de la nation algonquine désignaient ce plan d’eau « lac Kekeko » signifiant « épervier ». Cette désignation figure sur une carte de la région d’Abitibi, du département des Terres et Forêts du Québec, datant de 1911.
L'hydronyme "lac Beauchastel" a été officialisé le 5 décembre 1968 à la Commission de toponymie du Québec, soit lors de sa fondation.